# Петровский театр
Петровский театр — первый общественный музыкальный театр Москвы, существовавший в 1780—1805 гг. Здание театра было построено архитектором Х. Розбергом по инициативе англичанина Медокса на средства князя П. В. Урусова. Главный фасад здания выходил на улицу Петровка, отсюда название.
Первым представлением в театре стал в 1780 году диалог Аблесимова «Странники».
В Петровском театре было около 1000 мест (партер, 3 яруса лож и галерея), что делало его одним из самых больших в мире. Крупные дворяне покупали абонемент в ложи на год. Билеты на оставшиеся места приобретали люди разного класса: купцы, интеллигенция, учащиеся. Затем к зданию пристроен маскарадный зал в форме ротонды, в котором было 2 тысячи мест.
В театре ставились драматические и музыкальные спектакли на тексты и музыку русских авторов, в том числе «Мельник — колдун, обманщик и сват» на музыкальную компиляцию М. М. Соколовского, «Санкт-Петербургский гостиный двор» на либретто и музыку М. А. Матинского, «Несчастье от кареты», «Скупой» на музыку В. А. Пашкевича, а также зарубежные оперы В. А. Моцарта, П. А. Монсиньи, Л. Керубини, Э. Мегюля и других. Репертуар также включал пьесы Мольера, Вольтера, Шиллера, Лессинга, Бомарше.
Актёрский состав Петровского театра состоял из свободных и крепостных. Некоторые помещики продавали или давали в аренду группы актёров. Труппу театра регулярно пополняли выпускники Воспитательного дома, в котором в 1772 году были учреждены классы «изящных искусств». Также в театре выступали заграничные труппы: итальянские, немецкие и французские.
Помимо пьес и опер, в театре регулярно ставились балеты. В 1784 году Меддоксу была передана балетная школа Воспитательного дома, а вместе с ней в театр перешли и опытные танцовщики. Балетмейстерами были братья Морелли, Козимо и Франческо, затем Пьетро Пинюччи и, наконец, Джузеппе Соломони.
В 1789 году Медокс отдал Петровский театр под управление Опекунского совета Воспитательного дома. Зимой 1805 года здание сгорело, и значительная часть труппы перешла в новый Арбатский театр. В 1825 году на месте Петровского театра был построен Большой театр.

## Постановки
- 27 сентября 1803 — «Вспыльчивый, или Всё невпопад[англ.]», комическая опера Этьенна Мегюля на либретто Бенуа Марсолье[англ.].